# San Lorenzo (Argentyna)
San Lorenzo – miasto w Argentynie, położone we wschodniej części prowincji Santa Fe.

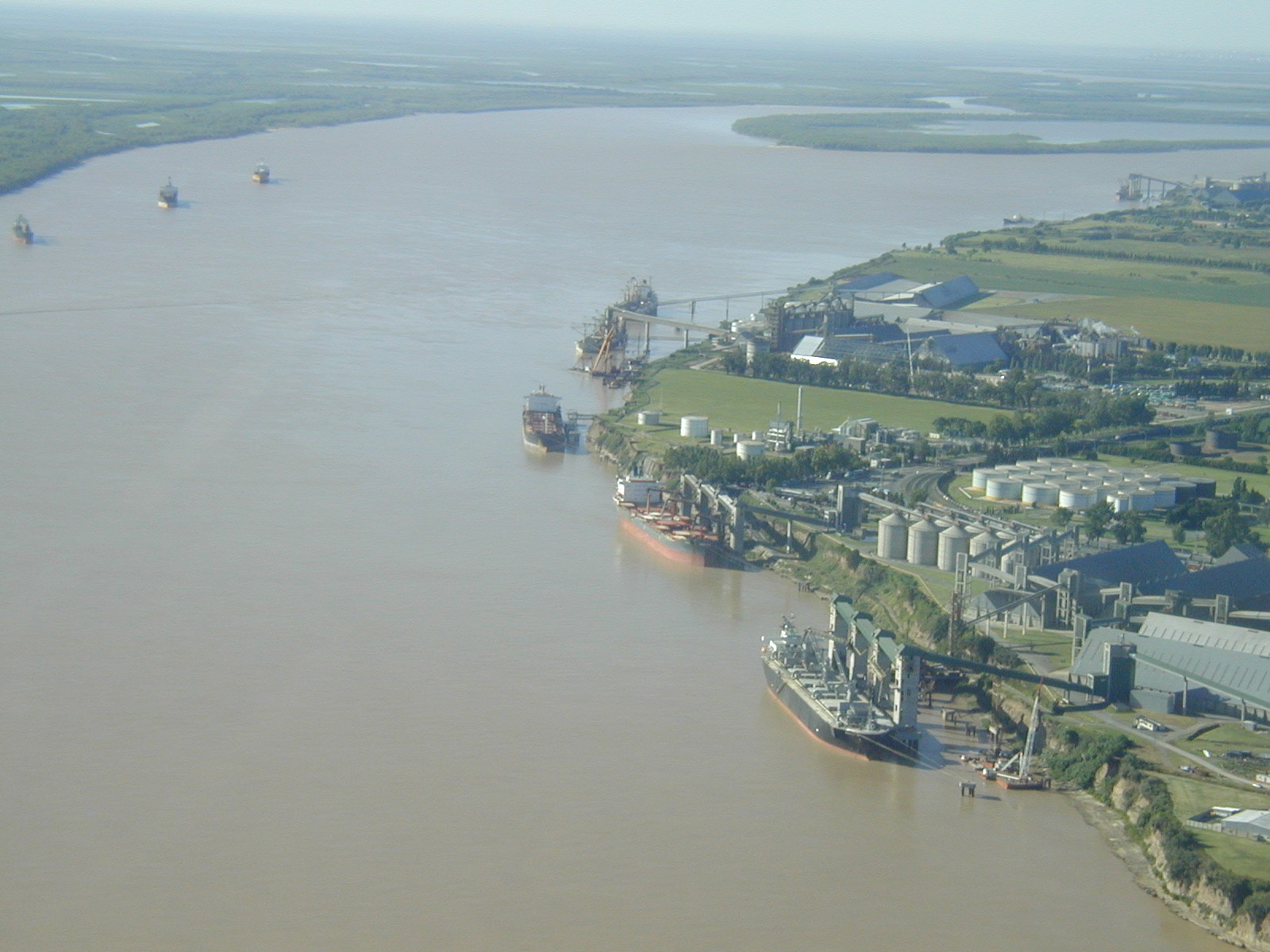
Terminal naftowy w San Lorenzo

## Opis
Miejscowość została założona 6 maja 1796 roku. Przez miasto przebiega autostrada AP01 Rosario-Santa Fe, droga krajowa RP11 i linia kolejowa. Obecnie San Lorenzo i Puerto General San Martín tworzy kompleks portowy nad rzeką Parana. W porcie znajdują się terminale petrochemiczne i paliwowe. 

## Gospodarka
W mieście rozwinął się przemysł metalurgiczny, petrochemiczny, spożywczy, szklarski, papierniczy, rafineryjny, ceramiczny oraz materiałów budowlanych.

## Demografia
.